# Походы на Перекоп (1663)
Походы на Перекоп — эпизод Русско-польской войны 1654—1667 годов. Отряд царских драгун и донских казаков под предводительством Григория Косагова совместно с казаками Запорожской Сечи, возглавляемыми атаманом Иваном Серко, совершил два похода на Перекопскую крепость.

## Политическая обстановка
С момента измены Богдану Хмельницкому в битве под Жванцем и начала русско-польской войны крымские татары являлись союзниками Речи Посполитой и поддерживали короля Яна II Казимира в его военных кампаниях против России и лояльной ей части казачества. При этом, начиная с 1661 года, немалый военный и экономический урон Крымскому ханству наносили отряды калмыков, союзных Русскому государству.

## Ход военных действий
Для отвлечения татар от поддержки крупного похода короля Яна II Казимира в Северскую землю 1663—1664 годов Косагов с запорожцами и калмыками осенью 1663 года провёл глубокий рейд к Днестру, где пожёг татарские селения, а затем, соединившись с силами Серко, внезапно подошёл к Перекопу. Косагов руководил конницей, а Серко перенял командование пехотой.
После непродолжительной осады царские ратники и запорожцы 11 (21) октября 1663 года пошли на штурм крепости. Она была атакована с двух сторон — с юга (тыла) по крепости ударили перешедшие ров запорожцы, а с материковой стороны атаковал Косагов. Нападающим удалось взять Большой (то есть внешний) город, но Малый город взять не удалось. Ратники Косагова высекли двое ворот Малого города, но, потеряв 9 человек убитыми, отошли. Тогда отряды Косагова и Серко соединились, подожгли Большой город, захватили в плен татар с женами и детьми и вышли из него. 5 вёрст они отбивались от преследовавших их татар и турецких янычар, нанесли им большой урон, изрубили всех пленных и вернулись в Сечь.
Во время второго набега на Перекоп в декабре того же года Косагов вместе с Серко и калмыцким мурзой Эрке-Атуркаем снова переправились через перекопский ров, разорили ряд татарских селений, освободили полоняников. Против них вышел перекопский правитель Карач-бей. Казаки и калмыки (всего около 180 человек), укрывшись за ограждение из телег, разгромили у реки Колончак тысячный отряд татар. Погибли сам Карач-бей, его брат и племянник. Калмыки вырезали всех пленных.

## Последствия
Несмотря на то, что крепость не удалось захватить, эти дерзкие операции впечатлили крымского хана, который озаботился безопасностью своих владений. Как и четырьмя годами ранее, когда рейд Серко по крымским землям вынудил хана оставить мятежного гетмана Выговского, татары оставили войско Яна II Казимира, в составе которого участвовали в походе на Левобережную Украину и осаждали Глухов. Без их помощи армия короля, отступив от Глухова и испытывая в зимних условиях огромные лишения, потерпела ряд поражений и значительно поредела. Рейтары и донские казаки Косагова участвовали вместе с Серко в новом походе на правый берег Днестра.